# Јагодина стробери келтси
Стобери келтси Јагодина су клуб америчког фудбала из Јагодине, у Србији. Основани су 2005. године. Тренутно се не такмиче ни у једном рангу. Од 2014. године клуб нема ни једног тренера нити играча у својим редовима.